# Lětopis
Lětopis – interdyscyplinarny periodyk poświęcony badaniom sorabistycznym i humanistycznym, ukazujący się w Niemczech nakładem wydawnictwa „Domowina”.
Czasopismo „Lětopis” zostało założone w 1952 roku.
Funkcję redaktora naczelnego pełni Hauke Bartels.
We wrześniu 2023 czasopismo zaczęło być wydawane w postaci cyfrowej (internetowej). Wtedy też zmieniono jego podtytuł z Časopis za serbsku rěč, serbske stawizny a serbsku kulturu na Časopis za sorabistiku a přirunowace mjeńšinowe slědźenje.